# Экстракт Тильдена

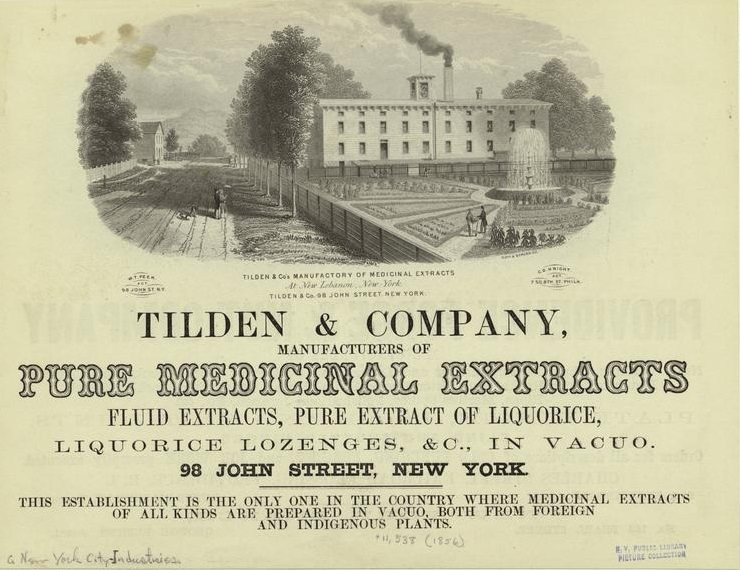

Экстракт Тильдена (Tilden’s Extract) — первый медицинский экстракт, полученный из конопли.
Препарат был составлен ботаником Джеймсом Эдвардом Смитом из Эдинбурга. В Соединенных Штатах Америки лаборатория Tilden & Co. (Тильден и Компания) изготовляла и продавала экстракт под своей торговой маркой, рекламируя лекарство так:

Грудной, анестетический, антиспазмолитический и гипнотический. В отличие от опиума, он не вызывает запора кишечника, не снижает аппетита, не вызывает рвоты или сухости языка, не препятствует легочной секреции и не вызывает головной боли. Успешно используется при истерии, хорее, подагре, невралгии, остром и подостром ревматизме, судорогах, водобоязни и подобных расстройствах.
Оригинальный текст (англ.)Phrenic, anæsthetic, anti-spasmodic and hypnotic. Unlike opium, it does not constipate the bowels, lessen the appetite, create nausea, produce dryness of the tongue, check pulmonary secretions or produce headache. Used with success in hysteria, chorea, gout, neuralgia, acute and sub-acute rheumatism, tetanus, hydrophobia and the like.

В 1800-х годах каннабис широко использовался в лечебных целях, и данный экстракт, производившийся фабрикой в Восточной Бенгалии, был наиболее популярен. В частности, его регулярно употреблял американский писатель Фитц Хью Ладлоу, рассказавший о своих впечатлениях в книге «Гашишеед» (англ. The Hasheesh Eater).